# Брайтенфурт-бай-Вин
Брайтенфурт-бай-Вин (нем. Breitenfurt bei Wien) — торговая община в Австрии, в федеральной земле Нижняя Австрия. Входит в состав округа Мёдлинг.  Население составляет 5894 человека (на 1 января 2020 года). Занимает площадь 27 км².

## География
Брайтенфурт расположен у юго-западной границы Вены, в Венском Лесу, вдоль долины ручья Райхе Лизинг (Reiche Liesing), основного из двух, уже на территории Вены дающего начало реке Лизинг. Геологически относится к зоне флиша, при этом к югу, в Кальтенлойтгебене, начинаются известняковые породы.
Состоит из двух кадастровых общин: Брайтенфурт и Хохротерд (Hochroterd). Хотя все поселения на территории считаются одним поселком, они заметно разделены географически: до Второй мировой это были 12 отдельных деревень. Сейчас их можно разделить (с востока на запад) на Брайтенфурт-Остенде (Ostende), непосредственно примыкающий к венскому Кальксбургу, Брайтенфурт-Ост (Ost), Брайтенфурт-Вест (West) и Хохротерд.

## Достопримечательности
- Два приходских католических храма: Церковь Святого Яна Непомуцкого[нем.] и Церковь Святого Бонифация[нем.]
- Монастырь Святого Иосифа конгрегации Дочерей Божьей Любви